# New Perlican
New Perlican es un pueblo canadiense situado en la provincia de Terranova y Labrador.

## Superficie
New Perlican tiene una superficie de 24,45 km².

## Demografía
En 2021, tenía 200 habitantes, una densidad poblacional de 8,2 hab./km², y 173 viviendas.